# Phauloencyrtus mirisimilis
Phauloencyrtus mirisimilis är en stekelart som beskrevs av Girault 1940. Phauloencyrtus mirisimilis ingår i släktet Phauloencyrtus och familjen sköldlussteklar. Inga underarter finns listade i Catalogue of Life.